# Phylinae
Los filinos, Phylinae, son una subfamilia de hemípteros heterópteros de la familia Miridae.
Hay 300 géneros en 4 tribus. Los órganos genitales masculinos sirven para la identificación taxonómica.

## Tribus

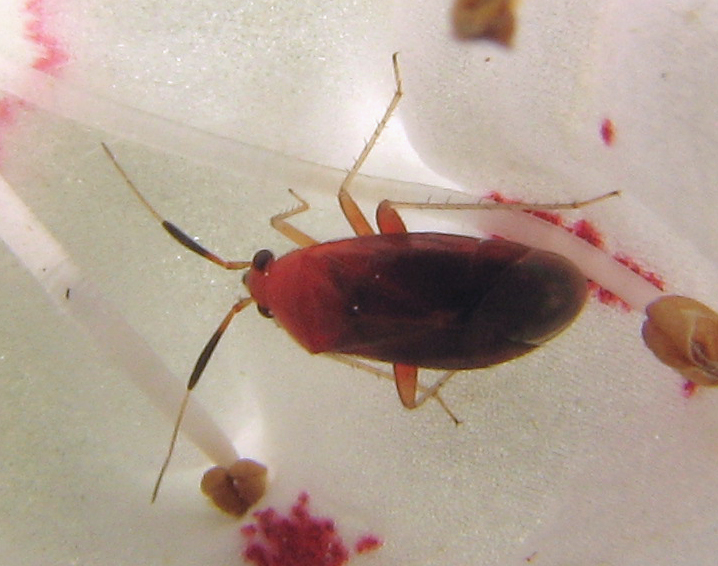
Rhinocapsus vanduzeei, tribu Phylini

- Auricillocorini
- Hallodapini
- Leucophoropterini
- Phylini
- Pilophorini
- Pronotocrepini